# Jacques Mouret
Jacques-François Mouret (1787 – 1837) byl francouzský šachový mistr, jeden z operátorů údajného šachového automatu Turek.
Mouret, synovec F. A. D. Philidora, byl jedním z šachových profesionálů v Café de la Régence a působil jako učitel šachu na dvoře francouzského krále Ludvíka Filipa. Turka obsluhoval v letech 1819 až 1824 a dokázal vyhrát 99% partií; dokonce i přes výhodu tahu a pěšce, kterou dával soupeřům: sobě odebral jednoho pěšce a soupeři dovolil dva tahy po sobě. Mouret však měl problémy s alkoholem a roku 1834 v opilosti prodal tajemství obsluhy automatu pařížskému časopisu Magazin Pittoresque za cenu drinku (šlo o první autentický pramen týkající se Turkovy záhady). Jeho odhalení pak ještě opublikoval roku 1836 časopis Le Palamède.